# Kompania Missisipi

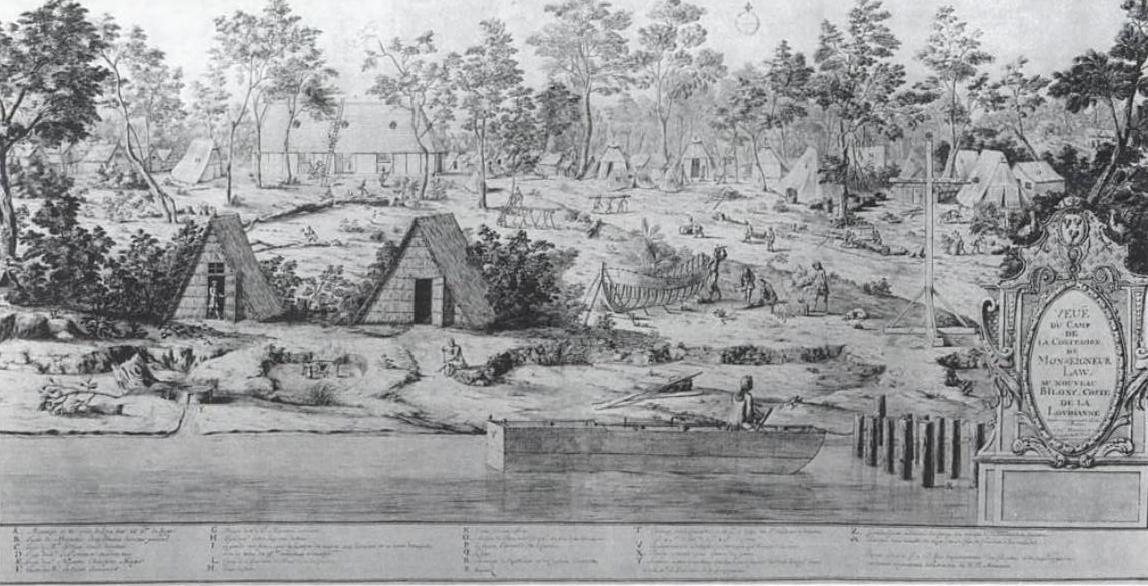
John Law obóz, Biloxi, 1720

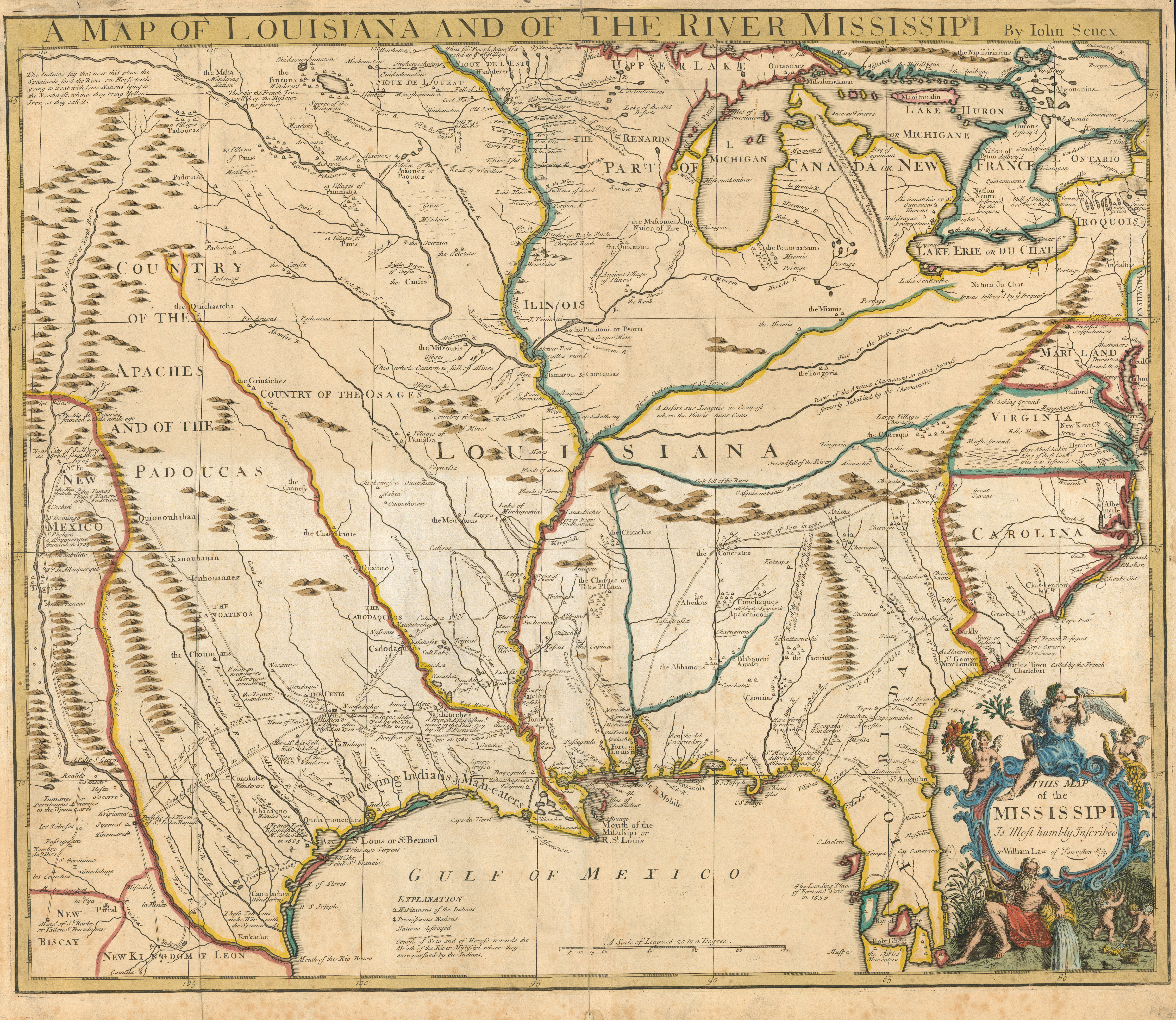
Senex, A map of Louisiana and of the River Mississipi, 1721

Kompania Missisipi – powszechna nazwa firmy udziałowej powstałej we Francji, gdy zakończyła się rujnującą skarb wojna o hiszpańską sukcesję. Zyski z handlu transoceanicznego miały pokryć straty spowodowane wojną. Pomysłodawcą kupowania akcji, których cenę miały zabezpieczyć spodziewane zyski w Ameryce był szkocki ekonomista John Law.
W maju roku 1716 utworzono Banque Générale Privée (Prywatny Bank Generalny), który miał prawo emisji banknotów. Bank był prywatny, lecz ¾ jego kapitału stanowiły rządowe obligacje i banknoty. W sierpniu 1717 Bank zakupił Kompanię Missisipi by pomóc w finansowaniu tworzenia francuskiej kolonii w Luizjanie.
W tym samym roku Kompania Missisipi wkroczyła na giełdę jako Compagnie d’Occident, której przyznano monopol na handel z Indiami Zachodnimi i Ameryką Północną. Bank z kolei zmienił swą nazwę na Banque Royale (Bank Królewski) w roku 1718. Oznaczało to, że sam król gwarantował wypłacalność firmy.
Kompania wchłonęła inne firmy, takie jak: Compagnie des Indes Orientales, Compagnie de Chine i stała się Stałą Kompanią Indyjską (Compagnie Perpetuelle des Indes) z dniem 23 maja 1719 roku. Posiadała monopol handlu na wszystkich morzach. Akcje kompanii stały się rodzajem papierowego pieniądza nieznanego dotąd we Francji. Rezultatem spekulacji na gwałtownie rosnących w wartość akcjach było powstanie wielu fortun we Francji, a także w Wielkiej Brytanii, gdzie naśladowano doświadczenia francuskie tworząc równie monopolistyczną Kompanię Mórz Południowych (South Sea Company). A także w Holandii. W 1720 bank i kompanię połączono w jedną firmę a Lawa uczyniono Generalnym Kontrolerem Finansów (General Controlleur des Finances), by przyciągnąć inwestorów. Eksperyment Lawa był niezwykle udany aż do momentu, gdy okazało się, że kompanie nie przyniosą spodziewanych zysków i nie pokryją wartości akcji. Wówczas nastąpił krach.
Law spodziewał się znacznie większych zysków z kompanii. W roku 1719 nastąpił kolejny boom inwestycyjny, który okazał się bańką spekulacyjną. W lutym roku 1720 płacono 10 000 liwrów za udziały, które w 1719 miały wartość 500 liwrów. W szczytowym momencie notowań wycena sięgała 130-krotnej wartości wskaźnika cena-zysk. Po osiągnięciu ceny 15 000 liwrów, ich wartość gwałtownie zaczęła spadać latem 1720 roku. W 1721 roku spadek wynosił już 97%. Podobnej sytuacji doświadczyły Wielka Brytania, gdzie mówiono o „pęknięciu bańki” (South Sea Bubble) i Holandia, gdzie rysowano karykatury przedstawiające „handel powietrzem”.
Całkowite załamanie nastąpiło w 1720, gdy przeciwnicy finansisty próbowali wymienić swe banknoty na złoto. Pod koniec roku Filip II Orleański zwolnił Lawa, który uniknąwszy rozszarpania przez Paryżan, uciekł z Francji do Brukseli.